# Atletiek op de Olympische Zomerspelen 2024 – 200 meter vrouwen
De 200 meter voor vrouwen op de Olympische Zomerspelen 2024 vond plaats van 4 tot en met 6 augustus in het Stade de France. 48 atletes streden om de opvolgster te worden van Elaine Thompson-Herah uit Jamaica. Gabrielle Thomas uit de Verenigde Staten won het goud, gevolgd door Julien Alfred van Saint Lucia, die het zilver won; het brons was voor de Amerikaanse Brittany Brown.

## Records
Voorafgaand aan het toernooi waren dit het wereldrecord en het olympisch record.
| Wereldrecord     | Verenigde Staten Florence Griffith-Joyner | 21,34 | Seoel | 29 september 1988 |
| Olympisch record | Verenigde Staten Florence Griffith-Joyner | 21,34 | Seoel | 29 september 1988 |

## Resultaten
De volgende afkortingen worden gebruikt:
Q - Gekwalificeerd door eindplaats
q - Gekwalificeerd door eindtijd
PR - Persoonlijk record atleet
NR - Nationaal record van atleet
DNS - Niet gestart

### Series
De eerste drie atletes van elke serie plaatsten zich direct (Q) en van de overige atletes werden de drie tijdsbesten geplaatst (q). 

#### Serie 1
| Rang | Baan | Naam                     | Naam | Tijd  | Bijz. |
| ---- | ---- | ------------------------ | ---- | ----- | ----- |
| 1    | 4    | Julien Alfred            | LCA  | 22,41 | Q     |
| 2    | 5    | Gémima Joseph            | FRA  | 22,72 | Q     |
| 3    | 6    | Julia Henriksson         | SWE  | 22,79 | Q, NR |
| 4    | 9    | Torrie Lewis             | AUS  | 22,89 | PB    |
| 5    | 7    | Lorène Dorcas Bazolo     | POR  | 23,10 | SB    |
| 6    | 2    | Léonie Pointet           | SUI  | 23,42 |       |
| 7    | 3    | Olga Safronova           | KAZ  | 23,58 |       |
|      | 8    | Marie-Josée Ta Lou-Smith | CIV  | DNS   |       |

#### Serie 2
| Rang | Baan | Naam                 | Naam | Tijd  | Bijz. |
| ---- | ---- | -------------------- | ---- | ----- | ----- |
| 1    | 5    | Gabrielle Thomas     | USA  | 22,20 | Q     |
| 2    | 6    | Niesha Burgher       | JAM  | 22,54 | Q     |
| 3    | 3    | Mujinga Kambundji    | SUI  | 22,75 | Q     |
| 4    | 8    | Jacqueline Madogo    | CAN  | 22,78 | PB    |
| 5    | 4    | Anahí Suárez         | ECU  | 23,33 |       |
| 6    | 7    | Dalia Kaddari        | ITA  | 23,49 |       |
| 7    | 2    | Cecilia Tamayo-Garza | MEX  | 23,65 |       |

#### Serie 3
| Rang | Baan | Naam             | Naam | Tijd  | Bijz. |
| ---- | ---- | ---------------- | ---- | ----- | ----- |
| 1    | 5    | Daryll Neita     | GBR  | 22,39 | Q     |
| 2    | 9    | Tasa Jiya        | NED  | 22,74 | Q     |
| 3    | 3    | Helene Parisot   | FRA  | 22,99 | Q     |
| 4    | 7    | Nicole Caicedo   | ECU  | 23,18 |       |
| 5    | 2    | Nora Lindahl     | SWE  | 23,33 |       |
| 6    | 6    | Martyna Kotwiła  | POL  | 23,43 |       |
| 7    | 8    | Anna Bongiorni   | ITA  | 23,49 |       |
|      | 4    | Shericka Jackson | JAM  | DNS   |       |

#### Serie 4
| Rang | Baan | Naam                    | Naam | Tijd  | Bijz. |
| ---- | ---- | ----------------------- | ---- | ----- | ----- |
| 1    | 9    | Mckenzie Long           | USA  | 22,55 | Q     |
| 2    | 7    | Jessika Gbai            | CIV  | 22,61 | Q     |
| 3    | 3    | Audrey Leduc            | CAN  | 22,88 | Q     |
| 4    | 2    | Jaël Bestué             | ESP  | 23,17 |       |
| 5    | 6    | Krystsina Tsimanouskaya | POL  | 23,30 |       |
| 6    | 5    | Mia Gross               | AUS  | 23,36 |       |
| 7    | 4    | Aimara Nazareno         | ECU  | 23,52 |       |
| 8    | 8    | Lorraine Martins        | BRA  | 23,68 |       |

#### Serie 5
| Rang | Baan | Naam                    | Naam | Tijd  | Bijz. |
| ---- | ---- | ----------------------- | ---- | ----- | ----- |
| 1    | 7    | Brittany Brown          | USA  | 22,38 | Q     |
| 2    | 2    | Lanae-Tava Thomas       | JAM  | 22,70 | Q     |
| 3    | 3    | Bianca Williams         | GBR  | 22,77 | Q     |
| 4    | 8    | Polyniki Emmanouilidou  | GRE  | 23,06 |       |
| 5    | 5    | Olivia Fotopoulou       | CYP  | 23,07 |       |
| 6    | 4    | Boglárka Takács         | HUN  | 23,16 |       |
| 7    | 9    | Imke Vervaet            | BEL  | 23,20 |       |
| 8    | 6    | Veronica Shanti Pereira | SGP  | 23,21 |       |

#### Serie 6
| Rang | Baan | Naam             | Naam | Tijd  | Bijz. |
| ---- | ---- | ---------------- | ---- | ----- | ----- |
| 1    | 2    | Favour Ofili     | NGR  | 22,24 | Q, SB |
| 2    | 8    | Dina Asher-Smith | GBR  | 22,28 | Q     |
| 3    | 7    | Gina Bass        | GAM  | 22,84 | Q, SB |
| 4    | 3    | Maboundou Koné   | CIV  | 22,87 | SB    |
| 5    | 5    | Adaejah Hodge    | IVB  | 23,00 |       |
| 6    | 4    | Ida Karstoft     | DEN  | 23,01 |       |
| 7    | 9    | Yuting Li        | CHN  | 23,31 |       |
| 8    | 6    | Ana Azevedo      | BRA  | 23,37 |       |

### Herkansingsronde

#### Herkansingsserie 1
| Rang | Baan | Naam                    | Naam | Tijd  | Bijz. |
| ---- | ---- | ----------------------- | ---- | ----- | ----- |
| 1    | 8    | Jacqueline Madogo       | CAN  | 22,58 | Q, PB |
| 2    | 7    | Adaejah Hodge           | IVB  | 22,94 | q     |
| 3    | 6    | Polyniki Emmanouilidou  | GRE  | 22,99 | q     |
| 4    | 4    | Lorène Dorcas Bazolo    | POR  | 23,08 | SB    |
| 5    | 5    | Aimara Nazareno         | ECU  | 23,35 |       |
| 6    | 2    | Ana Azevedo             | BRA  | 23,44 |       |
| 7    | 3    | Veronica Shanti Pereira | SGP  | 23,45 |       |

#### Herkansingsserie 2
| Rang | Baan | Naam             | Naam | Tijd  | Bijz. |
| ---- | ---- | ---------------- | ---- | ----- | ----- |
| 1    | 4    | Maboundou Koné   | CIV  | 22,89 | Q     |
| 2    | 8    | Boglárka Takács  | HUN  | 23,05 |       |
| 3    | 3    | Li Yuting        | CHN  | 23,24 |       |
| 4    | 5    | Martyna Kotwiła  | POL  | 23,50 |       |
| 5    | 7    | Anahí Suárez     | ECU  | 23,54 |       |
| 6    | 6    | Lorraine Martins | BRA  | 23,82 |       |
|      | 3    | Dalia Kaddari    | ITA  | DNS   |       |

#### Herkansingsserie 3
| Rang | Baan | Naam                    | Naam | Tijd  | Bijz. |
| ---- | ---- | ----------------------- | ---- | ----- | ----- |
| 1    | 8    | Olivia Fotopoulou       | CYP  | 22,92 | Q, SB |
| 2    | 5    | Krystsina Tsimanouskaya | POL  | 23,01 |       |
| 3    | 7    | Nicole Caicedo          | ECU  | 23,04 |       |
| 4    | 4    | Mia Gross               | AUS  | 23,34 |       |
| 5    | 6    | Cecilia Tamayo-Garza    | MEX  | 23,49 |       |
|      | 2    | Anna Bongiorni          | ITA  | DNS   |       |
|      | 3    | Ida Karstoft            | DEN  | DNS   |       |

#### Herkansingsserie 4
| Rang | Baan | Naam           | Naam | Tijd  | Bijz. |
| ---- | ---- | -------------- | ---- | ----- | ----- |
| 1    | 2    | Torrie Lewis   | AUS  | 23,08 | Q     |
| 2    | 3    | Jaël Bestué    | ESP  | 23,22 |       |
| 3    | 7    | Imke Vervaet   | BEL  | 23,33 |       |
| 4    | 6    | Léonie Pointet | SUI  | 23,37 |       |
| 5    | 4    | Nora Lindahl   | SWE  | 23,51 |       |
| 6    | 5    | Olga Safronova | KAZ  | 23,70 |       |

### Halve finales
De eerste twee atletes van elke halve finale plaatsten zich direct (Q) en van de overige atletes werden de twee tijdsbesten geplaatst (q) voor de finale. 

#### Halve finale 1
| Rang | Baan | Naam            | Naam | Tijd  | Bijz. |
| ---- | ---- | --------------- | ---- | ----- | ----- |
| 1    | 7    | Julien Alfred   | LCA  | 21,98 | Q     |
| 2    | 6    | Favour Ofili    | NGR  | 22,05 | Q, SB |
| 3    | 8    | Mckenzie Long   | USA  | 22,30 | q     |
| 4    | 9    | Bianca Williams | GBR  | 22,58 | SB    |
| 5    | 3    | Maboundou Koné  | CIV  | 22,65 | SB    |
| 6    | 5    | Audrey Leduc    | CAN  | 22,68 |       |
| 7    | 4    | Gémima Joseph   | FRA  | 22,69 |       |
| 8    | 2    | Adaejah Hodge   | IVB  | 22,70 |       |

#### Halve finale 2
| Rang | Baan | Naam                   | Naam | Tijd         | Bijz. |
| ---- | ---- | ---------------------- | ---- | ------------ | ----- |
| 1    | 8    | Gabrielle Thomas       | USA  | 21,86        | Q     |
| 2    | 7    | Dina Asher-Smith       | GBR  | 22,31        | Q     |
| 3    | 5    | Helene Parisot         | FRA  | 22,55        | PB    |
| 4    | 4    | Mujinga Kambundji      | SUI  | 22,63        |       |
| 5    | 6    | Niesha Burgher         | JAM  | 22,64        |       |
| 6    | 9    | Tasa Jiya              | NED  | 22,81 (,801) |       |
| 7    | 3    | Jacqueline Madogo      | CAN  | 22,81 (,807) |       |
| 8    | 2    | Polyniki Emmanouilidou | GRE  | 23,18        |       |

#### Halve finale 3
| Rang | Baan | Naam              | Naam | Tijd  | Bijz. |
| ---- | ---- | ----------------- | ---- | ----- | ----- |
| 1    | 7    | Brittany Brown    | USA  | 22,12 | Q     |
| 2    | 6    | Daryll Neita      | GBR  | 22,24 | Q     |
| 3    | 8    | Jessika Gbai      | CIV  | 22,36 | q, PB |
| 4    | 5    | Gina Bass         | GAM  | 22,66 | SB    |
| 5    | 9    | Lanae-Tava Thomas | JAM  | 22,77 |       |
| 6    | 4    | Julia Henriksson  | SWE  | 22,88 |       |
| 7    | 3    | Torrie Lewis      | AUS  | 22,92 |       |
| 8    | 2    | Olivia Fotopoulou | CYP  | 22,98 |       |

### Finale
| Rang   | Baan | Naam             | Naam | Tijd  | Bijz. |
| ------ | ---- | ---------------- | ---- | ----- | ----- |
| Goud   | 7    | Gabrielle Thomas | USA  | 21,83 |       |
| Zilver | 8    | Julien Alfred    | LCA  | 22,08 |       |
| Brons  | 6    | Brittany Brown   | USA  | 22,20 |       |
| 4      | 4    | Dina Asher-Smith | GBR  | 22,22 |       |
| 5      | 5    | Daryll Neita     | GBR  | 22,23 |       |
| 6      | 9    | Favour Ofili     | NGR  | 22,24 |       |
| 7      | 2    | McKenzie Long    | USA  | 22,42 |       |
| 8      | 3    | Jessika Gbai     | CIV  | 22,70 |       |

1948: Fanny Blankers-Koen ·
1952: Marjorie Jackson ·
1956: Betty Cuthbert ·
1960: Wilma Rudolph ·
1964: Edith McGuire ·
1968: Irena Szewińska ·
1972: Renate Stecher ·
1976: Bärbel Eckert ·
1980: Bärbel Wöckel ·
1984: Valerie Brisco-Hooks ·
1988: Florence Griffith-Joyner ·
1992: Gwen Torrence ·
1996: Marie-José Pérec ·
2000: Pauline Davis-Thompson ·
2004: Veronica Campbell ·
2008: Veronica Campbell ·
2012: Allyson Felix ·
2016: Elaine Thompson ·
2020: Elaine Thompson ·
2024: Gabrielle Thomas